# 父系の指
『父系の指』（ふけいのゆび）は、松本清張の短編小説。『新潮』1955年9月号に掲載、加筆修正の上、1956年11月に短編集『風雪』収録の1編として、角川書店（角川小説新書）より刊行された。
1995年にテレビドラマ化されている。

## あらすじ
私の父は伯耆の山村に生まれた。父は19の年に養家を出て、広島で母と連れ合い、九州へ移った。しかし人のよい父はだらしがなく、私の一家は貧しい生活が続くことになった。しっかり者で聞こえる母の弟は、よく私の指を見て「おまえの指の格好は親父そっくりじゃ」と笑った。その笑いには嘲りがあるように思われた。おまえも親父に似てつまらん男になるぞ、という意味が嘲笑にある気がした･･･。

## エピソード
- 現在の本作は一人称文体で書かれているが、『新潮』掲載時は、「宗太」という名の人物を中心とした、三人称文体で書かれていた[1]。
- 著者は本作について「「父系の指」は、これまでの作品の中で自伝的なものの、もっとも濃い小説である。私は自分のことをナマには語りたくなかった。いわゆる私小説というものには私は不適当であり、また小説は自分をナマのかたちで出すべきではないという考えを持っていた。この小説でも全体の半分ぐらいは事実だが、半分は虚構になっている」と述べている[2]。
- 著者が父・峯太郎の故郷の矢戸を最初に訪れたのは1948年1月のこととされ、この時のことが本作の描写に反映されている[3]。清張の矢戸訪問は4回とみられているが、1961年9月の2回目の訪問は『半生の記』の冒頭で触れられており、1966年7月の3回目の訪問では「私の半生と文学」の題で講演を行った[4]。1984年4月の4回目の訪問は、父・峯太郎の生家を望む場所に建てられた松本清張文学碑の除幕式の時であり[5]、文学碑には「幼き日 夜ごと父の手枕で聞きし その郷里矢戸 いまわが目の前に在り」と刻まれている。

## ゆかりの場所

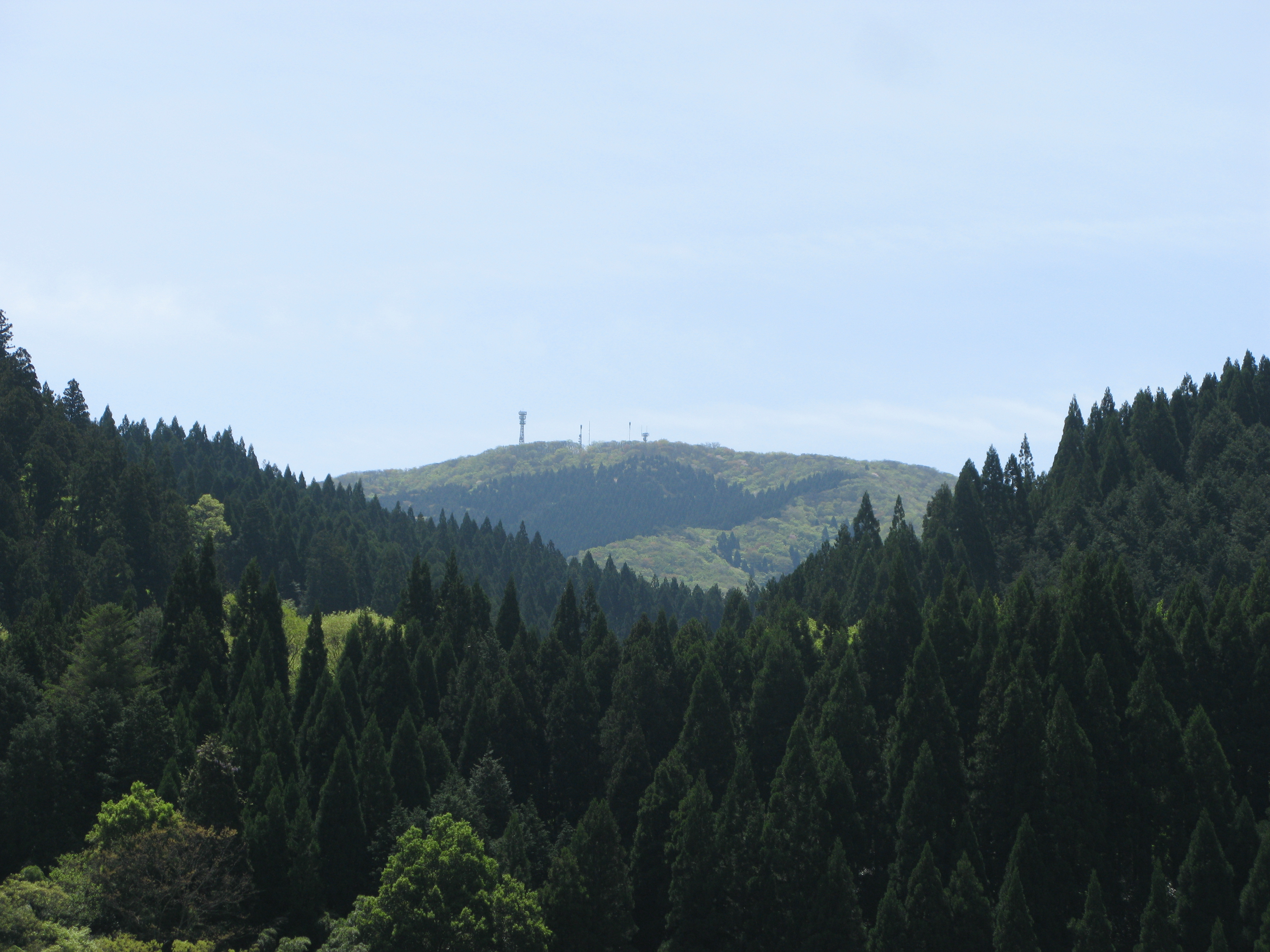
矢戸から見た鬼林山。「矢戸はのう、ええ所ぞ」「大倉山、船通山、鬼林山などという高い山がぐるりにある」（1節）とあるが、このうち鬼林山は矢戸からその山頂付近を望むことが可能。
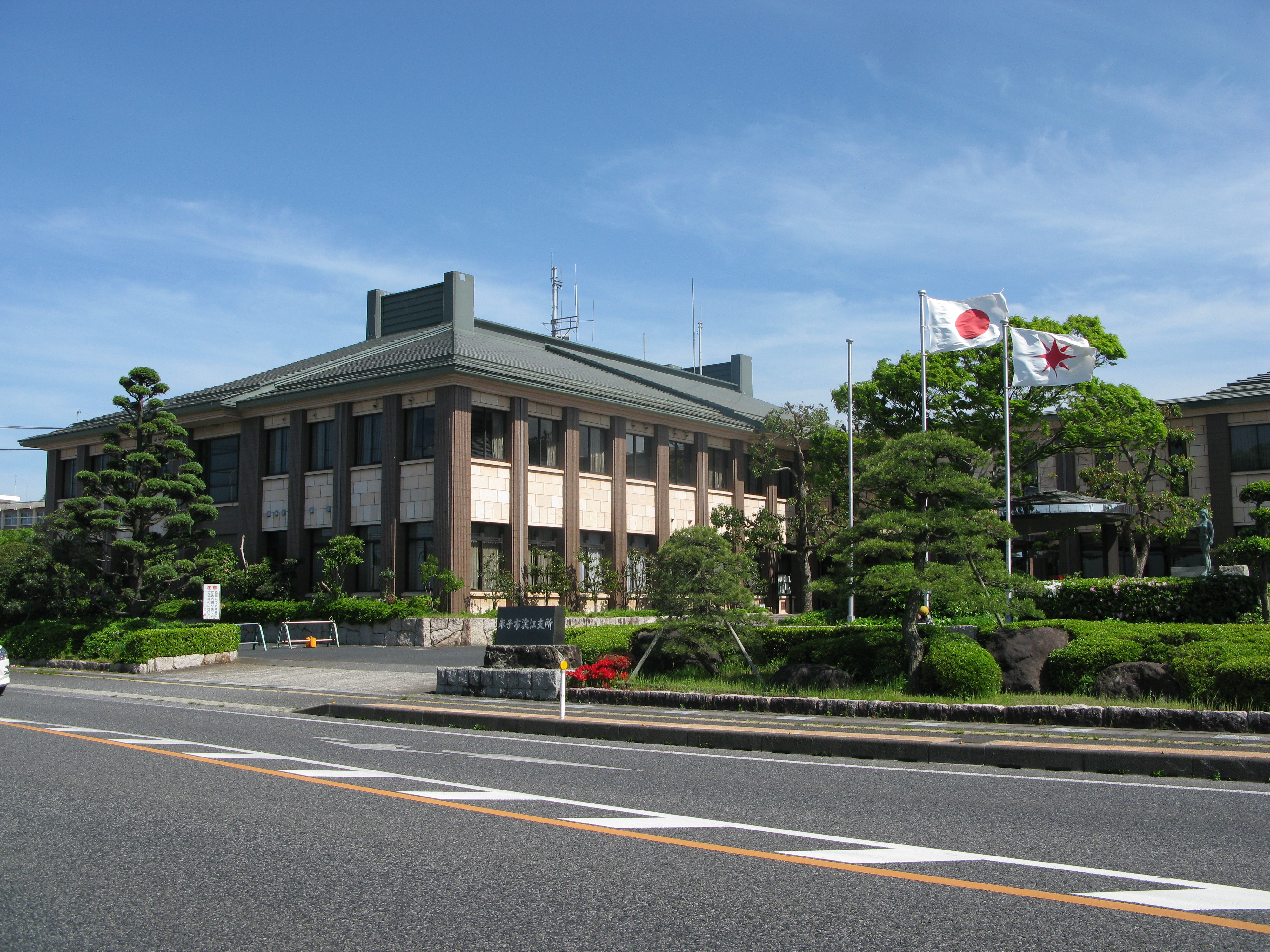
米子市役所淀江支所。「父が養家を出奔したのは、前にも言うとおり十九の年であったが、その時、一家は淀江の町に移っていた」「明治二十五年頃、父は、町役場の小使になっていた」（1節）
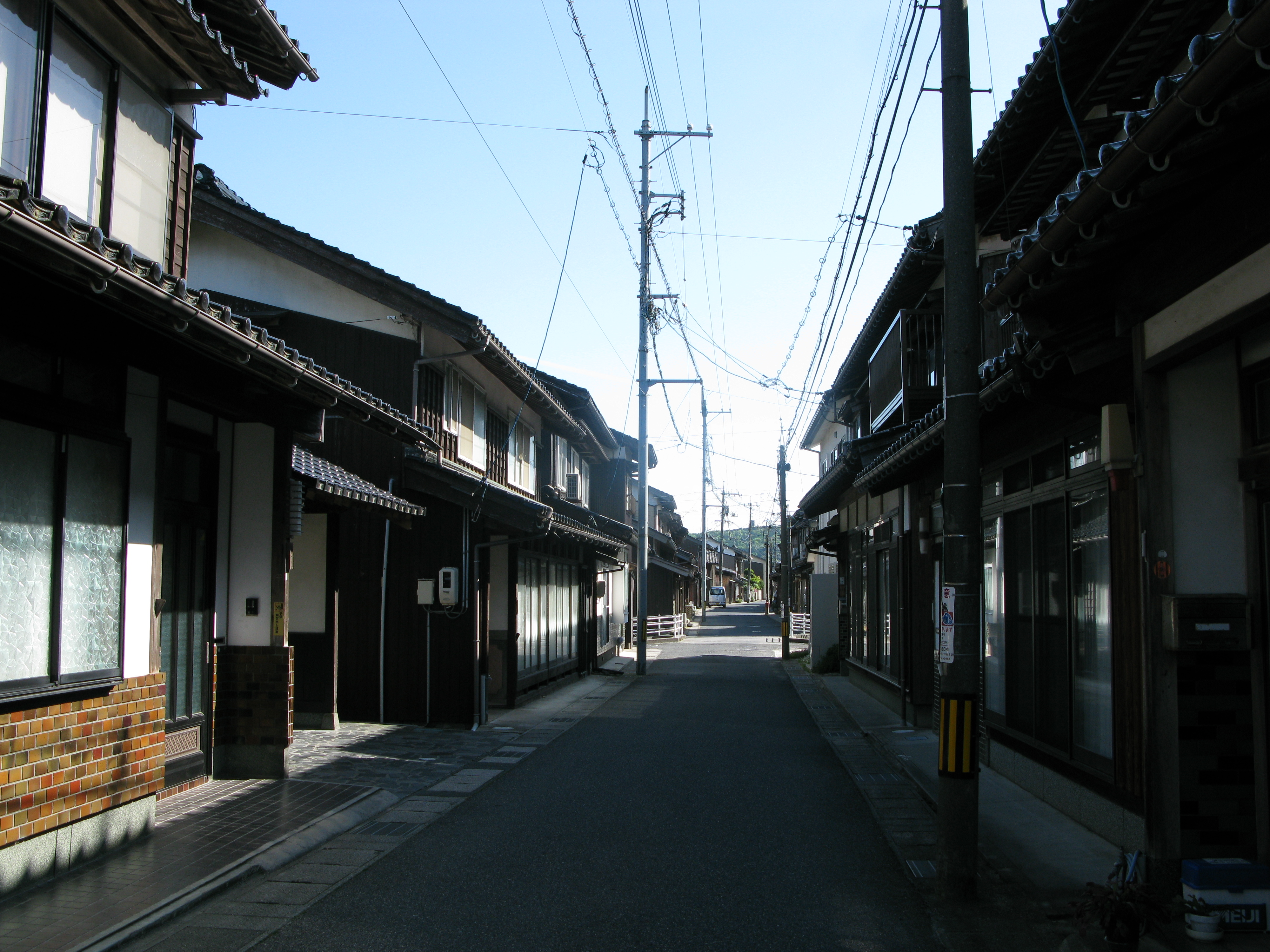
「父の養母という人は、ぼんやりしていたが、しんは吝嗇で根性に意地があった。彼女は傘張りの内職をしていた。この土地は雨傘の産地なのである」（1節）
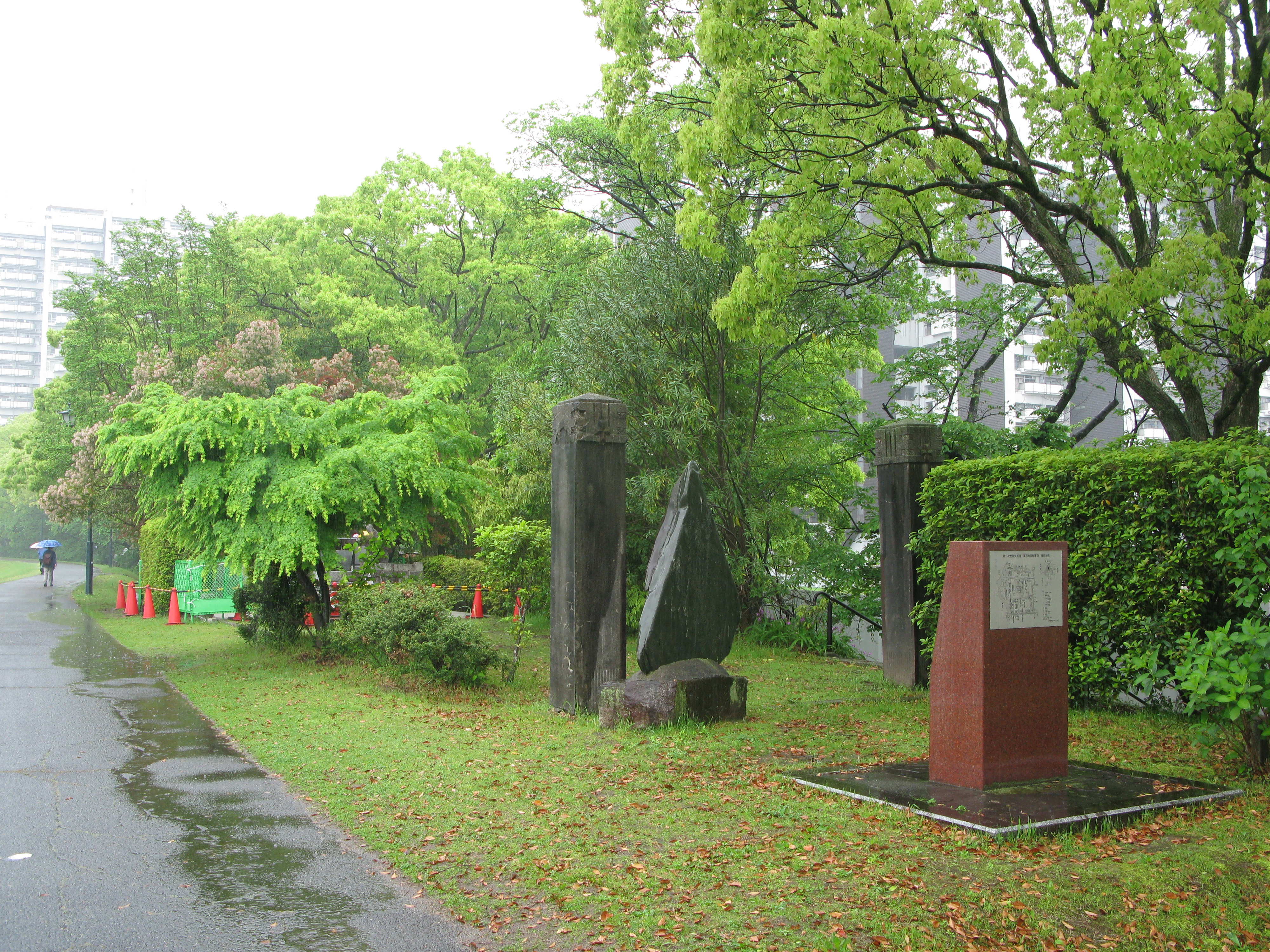
広島市中区基町の廣島陸軍第二病院跡記念碑。「広島に出てきた父のはじめの仕事は陸軍病院の看護人であった」（2節）
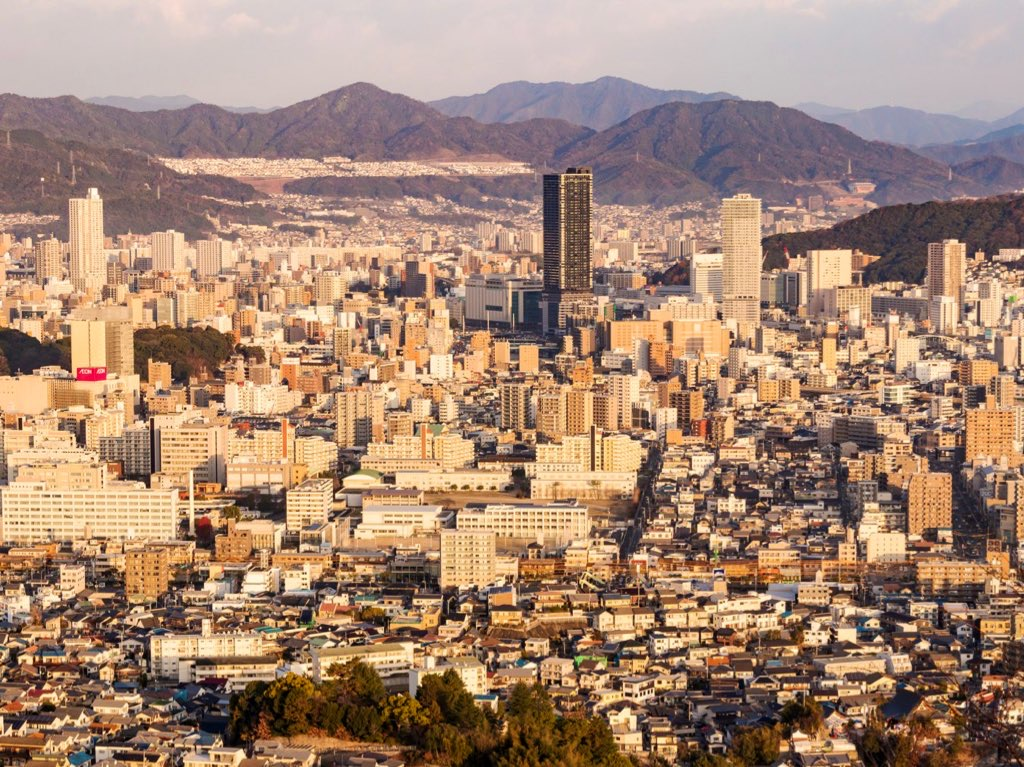
「私は広島のK町に生まれたと聞かされた」（2節）の「K町」の指す場所については、京橋町（写真中央左）、蟹屋町（中央右）、可部町（右奥方向）などの諸説がある[6]。
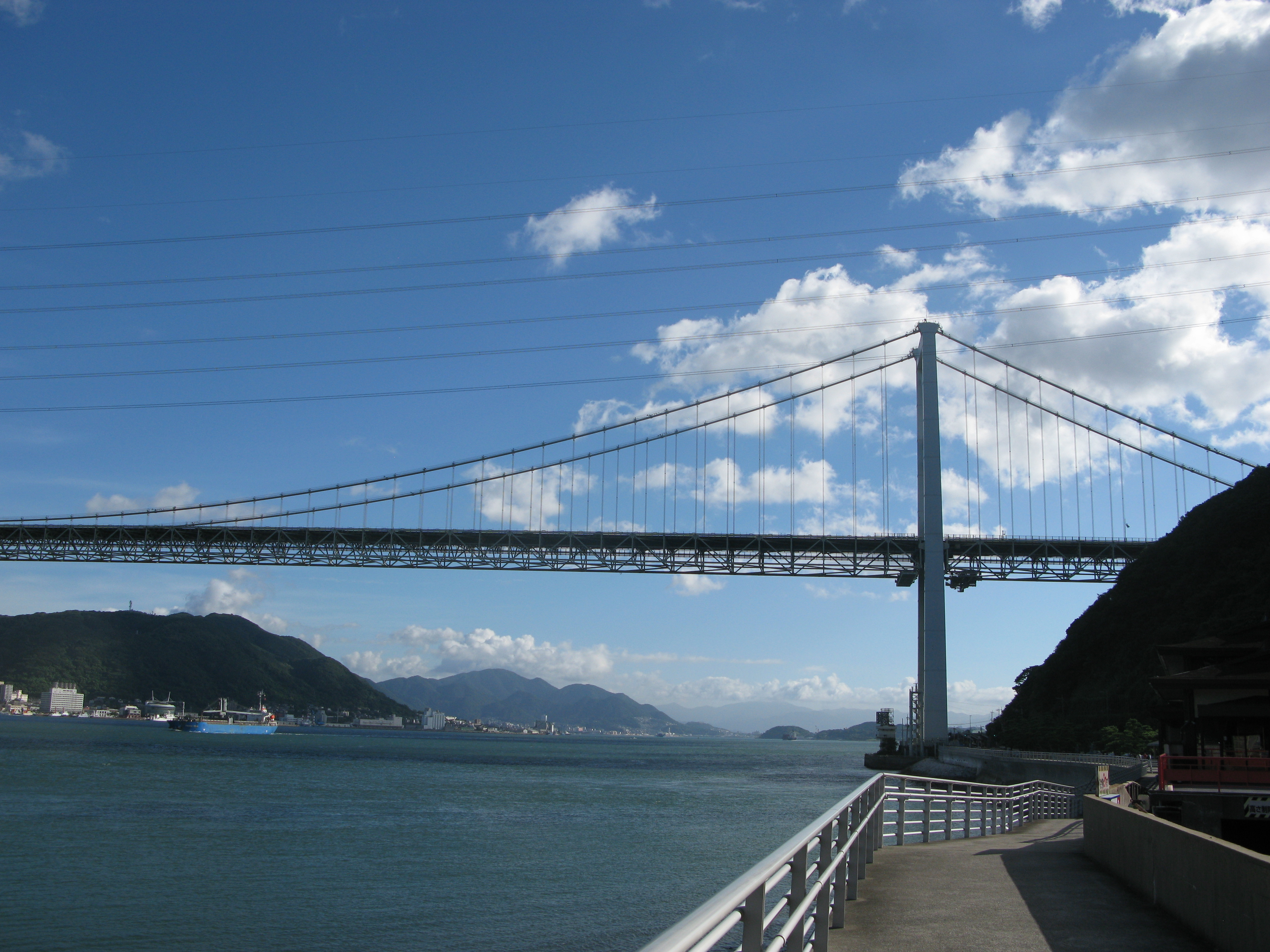
「父は餅屋をはじめた。そこはS市のはずれで旧城下町に通じる街道に当たった」（3節）
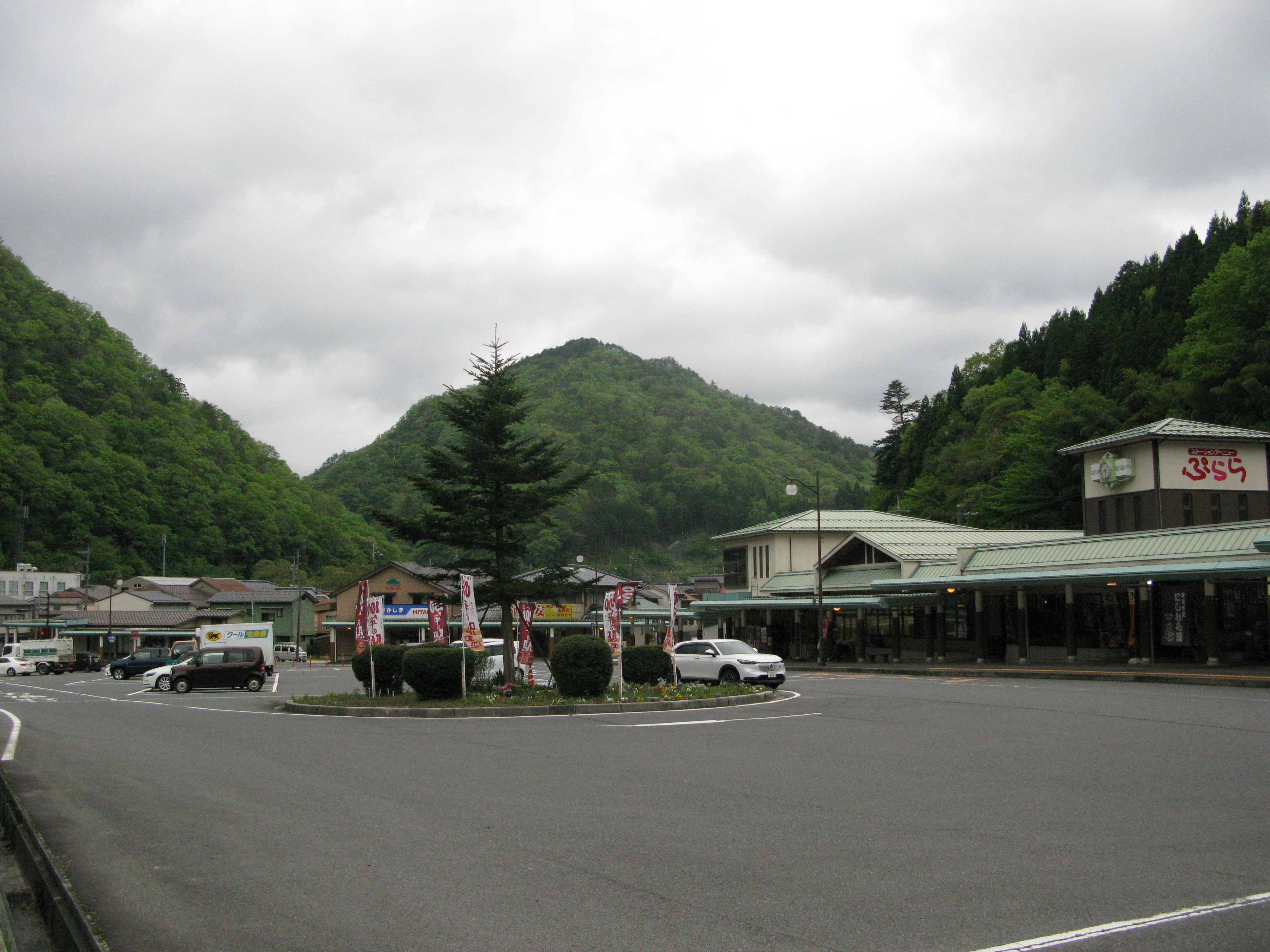
「すぐに生山という駅についた。矢戸はこの駅から三里の奥にあった。私は駅前の小店にはいって、矢戸に西田という家があるかときいた」（7節）
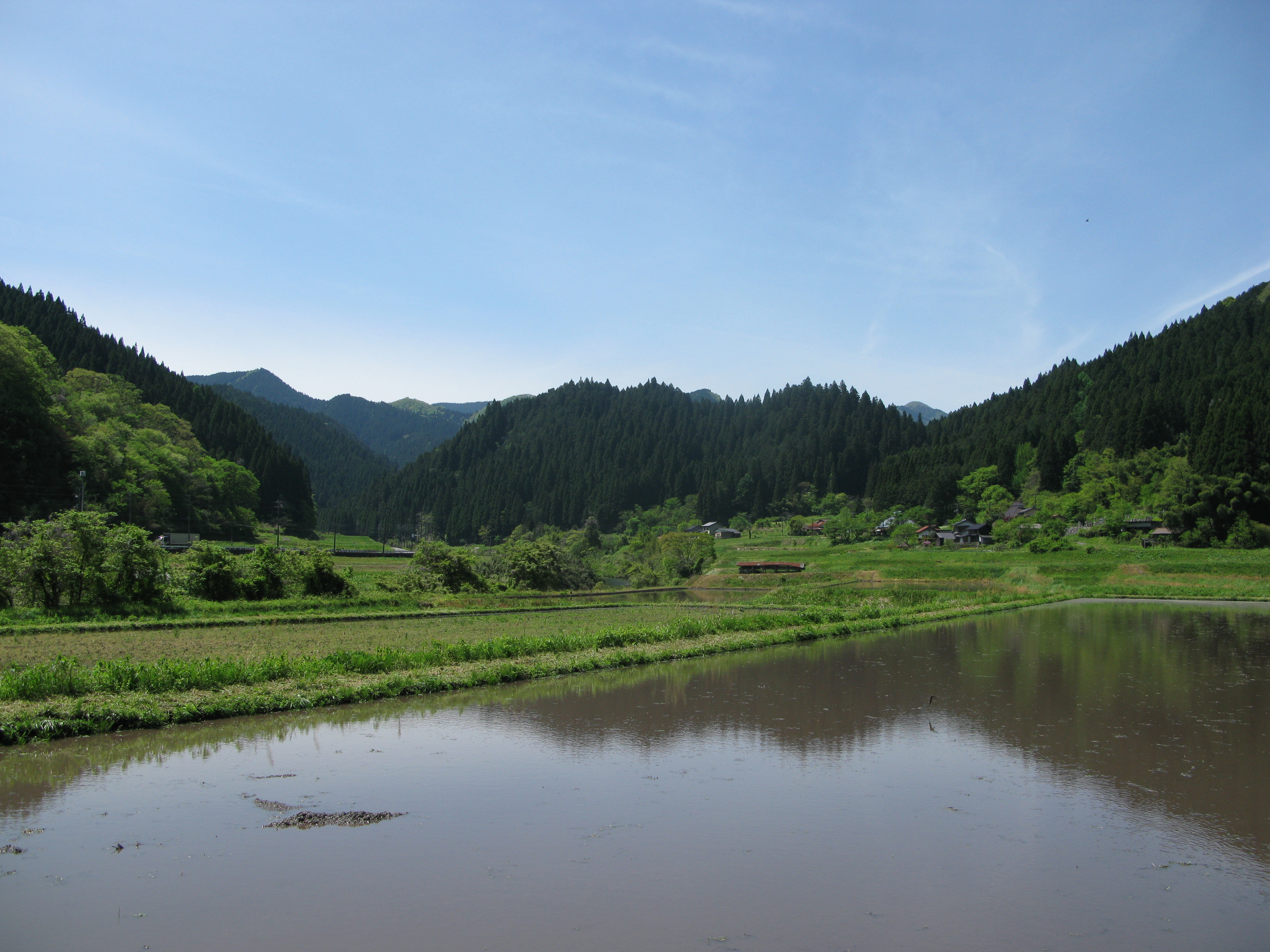
「見たところ、高い山はなく、そのかわり壁のように丘陵がこの村をとりまいていた」「しかし私が今見ているこの風景は、間違いなく、「今にのう、金を儲けたら矢戸に連れてってやるぜ。矢戸に行こうぜ」と父が執念のように言っていたその矢戸なのであった」（7節）
父・峯太郎の生家を望む矢戸に建てられた松本清張文学碑の、清張直筆による碑文。

## テレビドラマ
「松本清張特別企画・父系の指」。1995年1月16日、TBS系列の「月曜ドラマスペシャル」枠（21:00-22:54）にて放映。視聴率14.6％（ビデオリサーチ調べ、関東地区）。第32回ギャラクシー賞大賞受賞作品。1995年度芸術祭作品賞受賞作品。原作は登場人物として特に清張自身とその家族を明示した作品ではないが、原作者の没後に制作された本ドラマは、作家として大成した清張の回想話という構成が取られている。
キャスト
- 松本清張：長塚京三
- 峯太郎：橋爪功
- タニ：泉ピン子
- 養母・かね：杉山とく子
- 松本清張（少年期）：三浦勉
- 中嶋朋子
- 芦田昌太郎
- 橋本光成
- 段田安則
- 坂本長利
- 高橋克実
- 奥村千花子
- 世古陽丸
- 中平良夫
- 佐藤輝
- 沼崎悠
- 多田亜沙美
- 小池栄
- 佐古正人
- 佐戸井けん太
- 田嶋基吉
- 歌澤寅右衛門
- 片岡静香
- 明石良
- 武藤令子
- 天田益男
- 水森コウ太
- 磯村千花子
- 門谷美佐
- 沼崎悠
- 森康子
- 元井須美子
- 弥生みつき

スタッフ
- 脚本：高木凛
- 演出・プロデューサー：堀川とんこう
- 音楽：中冨雅之
- 方言指導：明石良、ハント敬志
- 撮影協力：杉並区、青梅市商工観光課、嵐山町教育委員会、真木温泉（山梨県）
- 制作：TBS

| TBS系列 月曜ドラマスペシャル                 | TBS系列 月曜ドラマスペシャル            | TBS系列 月曜ドラマスペシャル         |
| 前番組                                       | 番組名                                  | 次番組                               |
| -------------------------------------------- | --------------------------------------- | ------------------------------------ |
| 向田邦子新春シリーズ 風を聴く日 （1995.1.9） | 松本清張特別企画 父系の指 （1995.1.16） | 京都映画撮影所殺人事件 （1995.1.23） |